# مناخ الشماسية
مناخ الشماسية كان من أبرز المناخات القبلية في تاريخ نجد، ووقع تحديدًا عام 1240هـ (1824م) بين قبيلة عنزة من جهة، وقبيلتي مطير وحرب مدعومتين بكتائب عسكرية من جهة أخرى. هذه المعركة كانت امتدادًا للتنافس القبلي على النفوذ والموارد في شبه الجزيرة العربية، حيث كانت القبائل تتصارع على مناطق الكلأ والماء، إضافةً إلى التنافس السياسي في ظل التحولات التي شهدتها المنطقة آنذاك.

## المعركة
ذهب فيصل الدويش مع قومه من مطير، وكذلك غانم بن مضيان من حرب، حيث نشبت معركة بين الطرفين، استطاع خلالها مشعان بن هذال التغلب على الدويش وأتباعه، مما أسفر عن مقتل سعدون بن فراج وعدد من رجال الدويش. وبعد هزيمته، استنجد الدويش بالباشا العثماني المقيم في الأحساء، فأرسل الأخير سريتين عسكريتين، قاد كلٌّ منهما أمير، وهما “عزاز” و”البقيشي”.
عند التقاء الجيوش واندلاع المعركة، تمكن مشعان بن هذال وأتباعه من تحقيق النصر على فيصل الدويش ومن كان معه من الأتراك، حيث قُتل القائد التركي “البقيشي” على يد مشعان بن هذال. وسُمي المكان الذي قُتل فيه القائد التركي بـ”نقرة البقيشي” في الشماسية، ليكون شاهدًا على هذا الحدث التاريخي.
أما عن وفاة الشيخ مشعان بن هذال، فبعد انسحاب الدويش وتراجع القوات العثمانية، جاء أحد جنود الأتراك يمتطي جواده، وقال: “لقد قتلت شيخًا ذو لحية طويلة”. عندها، قال فيصل الدويش، رئيس قبيلة مطير: “أنا أخو جوزا! هذا مشعان بن هذال، والله لو كان على قيد الحياة لما بقينا كذلك!”. عندها أوضح الجندي التركي قائلاً: “إن الذي قتله هو الله، فقد كنت أفر هاربًا، وكانت بندقيتي على كتفي، فانطلقت منها رصاصة عن طريق الخطأ، فأصابت مشعان في صدره وأردته قتيلًا”.
ولا يزال قبر مشعان بن هذال معروفًا في الشماسية حتى اليوم، شاهدًا على هذه الأحداث التاريخية.

## أسباب المعركة
كانت النزاعات بين قبائل عنزة و مطير و حرب تتمحور حول التنافس على الموارد حيث  كانت السيطرة على المراعي والآبار، وخاصة في منطقة الشماسيه، هدفًا استراتيجيًا للقبائل. وقد احتدمت هذه النزاعات بعد سيطرة قبيلة عنزة على الشماسيه، مما دفع قبيلة مطير وحرب، بقيادة فيصل بن وطبان الدويش ، إلى محاولة  السيطرة على المناطق المفقودة. ثم كانت التحالفات القبلية متغيرة باستمرار، مما زاد من تعقيد الصراع. وقع مناخ الشماسيه في الشماسيه في فترة زمنية غير محددة بدقة بين قوات قبيلة عنزة و قبيلة حرب و مطير في منطقة تقع بالقرب من مدينة القصيم في نجد. كانت هذه المعركة نتيجة لنزاع قبلي طويل الأمد حول السيطرة على الأراضي والموارد بين القبائل.
جمع الشيخ فيصل الدويش قواته من مطير وبعض القبائل المجاورة، وتحرك نحو الشماسية. في المقابل، كانت قوات عنزة بقيادة مشعان بن هذال في حالة تأهب، متوقعة هجومًا من قوات قبيلة حرب و قبيلة مطير. بعد سيطرة الشيخ مشعان بن هذال من قبيلة عنزة على الشماسيه، تحرك الشيخ  غانم بن مضيان الحربي، وهو أحد زعماء قبيلة حرب، لاستعادة البلدة. جمع الشيخ فيصل بن وطبان الدويش قواته، مستعينًا بمحاربين من عدة قبائل مجاورة، بما في ذلك قبيلة حرب
في المقابل، كان مشعان بن هذال، قائد قوات عنزة، مدركًا لاحتمالية قيام حرب و مطير بهجوم للسيطرة على البلدة. وعندما لاحظ قدوم قوات حرب وقوات مطير والكتائب، أمر بالاستعداد للمعركة. اشتبكت القوات في معركة عنيفة بدأت عند وصول جيش مطير و حرب إلى منطقة الشماسيه. ورغم شجاعة المقاتلين من الجانبين، تمكنت قوات عنزة من تحقيق انتصار ساحق.

## مقتل مشعان بن هذال
حاولت سرية من القوات العثمانية، بقيادة القائد “البقيشي”، التسلل إلى الشماسية من جهتها الغربية، حيث لم يكن هناك خندق يحول دون تقدمهم. إلا أن عيون قبيلة عنزة رصدت تحركاتهم، فخرج إليهم مشعان بن هذال لمواجهتهم، وتمكن من قتل قائدهم “البقيشي” في الموقع الذي أصبح يُعرف اليوم في نفود الشماسية باسم “نقرة البقيشي”.
عقب ذلك، انهزم بقية أفراد السرية وفروا جنوبًا عبر البطين، حتى وصلوا إلى البرجسية، حيث كانت تُخزّن أمتعتهم وثقلهم العسكري. وعندما بلغ عزاز، قائد السرية العثمانية الأخرى، نبأ مقتل رفيقه البقيشي، أمر جنوده بالانسحاب والعودة إلى الأحساء.
وخلال انسحابهم، تقدم إليهم أحد الجنود الأتراك راكبًا حصانه، وقال: “لقد قتلت شيخًا له لحية طويلة”. عندها، ردّ فيصل الدويش، زعيم قبيلة مطير، قائلاً: “أنا أخو جوزا! هذا مشعان!”. فسأله القائد التركي متعجبًا: “وكيف عرفت أنه مشعان؟”. فقال الدويش: “عرفت ذلك عندما توقفت قبيلة عنزة عن مطاردتنا، فوالله لو كان مشعان على قيد الحياة، لما شعرنا بالراحة، لا أنا ولا أنت”.
ثم سأل الدويش الجندي التركي عن كيفية قتله، فأجاب: “قتله الله! كنت أفرّ هاربًا، وكانت بندقيتي على كتفي، فلامست الزناد عن طريق الخطأ، فانطلقت رصاصة أصابت مشعان في صدره فأردته قتيلًا”.
ويذكر الشيخ العبودي أن قبر مشعان بن هذال لا يزال معروفًا في الشماسية حتى اليوم، كما أن هناك موقعًا في الشماسية يُعرف باسم “خل مشعان”، تخليدًا لذكرى هذا الحدث التاريخي.

## قادة المعركة وأطرافه
قبيلة عنزه وقائدهم مشعان بن هذال وقبيلة مطير وقائدهم فيصل بن وطبان الدويش ومع
مطير غانم ابن مضيان من حرب وقد استعان الدويش في آخر المناخ بالاتراك وسرية مغربية

## أحداث المعركة
ذهب فيصل الدويش مع قومه من قبيلة مطير بصحبتهم غانم بن مضيان من حرب، بالإضافة إلى كتيبتين عسكريتين، إحداهما مغربية والأخرى تركية، مسلحين بالأسلحة الحديثة. وقع قتال شديد بين جيش مطير وحلفائه بقيادة الدويش، وبين مشعان بن هذال وقبيلته عنزة في منطقة البرجسية جنوب محافظة الشماسية. دارت الدائرة لصالح مشعان بن هذال وقبيلته عنزة، حيث تمكنوا من تحقيق النصر على مطير وحلفائهم، بما في ذلك الكتيبة العسكرية التركية، مما أدى إلى هزيمة قواتهم في تلك المعركة.

## نتيجة المعركة
بعد معركة طويلة وشاقة، تمكنت قوات عنزة من صد هجوم حرب ومطير والكتائب، مما أدى إلى انسحاب قوات حرب و مطير والكتائب نحو مناطقهم الأصلية. في أعقاب ذلك، تراجعت حدة النزاع بين القبائل في تلك المنطقة لفترة من الوقت. تعكس معركة الشماسيه الطابع الشرس للنزاعات القبلية التي كانت سائدة في الجزيرة العربية. أظهرت هذه المعركة مدى أهمية الأراضي الخصبة والمياه بالنسبة للقبائل، حيث كانت مصدرًا أساسيًا للبقاء والاستمرار. كما تعكس قدرة القبائل على التنظيم العسكري وشن هجمات دفاعية وهجومية في بيئة قاسية.